# Primož Trubar
Primož Trubar ou Primož Truber (pronunciaⓘ) (Carníola, 19 de junho de 1508 — Tubinga, 28 de junho de 1586) foi um reformador esloveno e participou da tradução da Bíblia na língua eslovena, além de publicar os primeiros livros em língua eslovena, Katekizem e Abecednik, no ano de 1551 (antes destes já havia escritos em dialeto esloveno). Foi também o primeiro teólogo esloveno.

## Biografia
Trubar nasceu no vilarejo de Rasica, no Ducado de Carniola, em seguida, sob os Habsburgo. Nos anos 1520-1521, ele freqüentou a escola em Rijeka. Foi educado em Salzburgo e Trieste, entre 1522 e 1524, onde se tornou um humanista. Em 1530, voltou à Eslovênia, onde se tornou pregador. Após aceitar o protestantismo, foi expulso de Ljubljana, em 1547.
Enquanto estava exilado na Baviera, editou um catecismo, o primeiro livro em língua eslovena, que foi impresso em 1550, em Tübingen. Após isso, escreveu mais 25 livros em esloveno. Participou na tradução do Novo Testamento na língua eslovena, mas foi Juri Dalmatin que traduziu a Bíblia inteira para o esloveno.